# Tourbières de Terrebonne
Vous pouvez aider à l'améliorer ou bien discuter des problèmes sur sa page de discussion.
- Il ne cite pas suffisamment ses sources. Vous pouvez indiquer les passages à sourcer avec {{référence nécessaire}} ou {{Référence souhaitée}}, et inclure les références utiles en les liant aux notes de bas de page. (Marqué depuis juillet 2019)
- Il est orphelin : moins de trois articles lui sont liés. Aidez à ajouter des liens en plaçant le code [[Tourbières de Terrebonne]] dans les articles relatifs au sujet. (Marqué depuis juin 2021)

- Archive Wikiwix
- Bing
- Cairn
- DuckDuckGo
- E. Universalis
- Gallica
- Google
- G. Books
- G. News
- G. Scholar
- Persée
- Qwant
- (zh) Baidu
- (ru) Yandex
- (wd) trouver des œuvres sur Wikidata

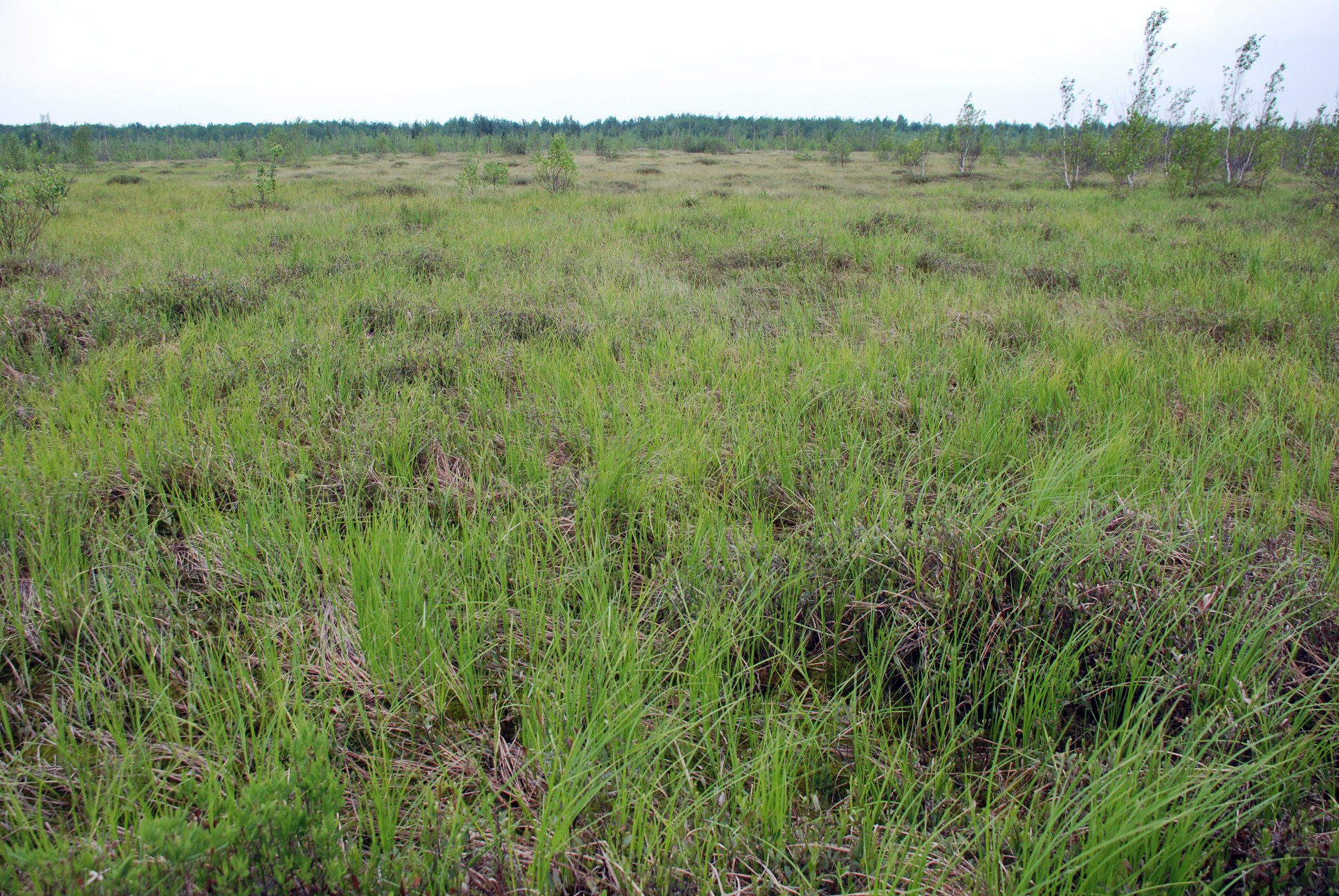
Une des tourbières de Terrebonne.

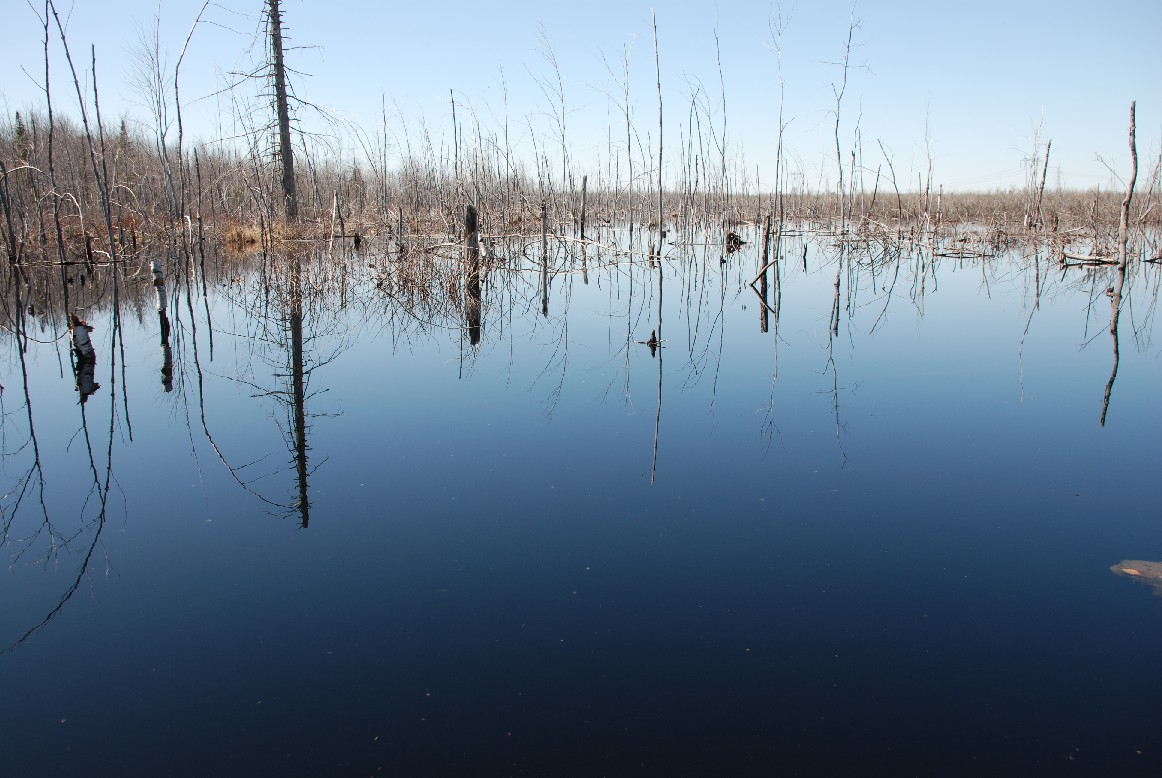
Un marais.

Les tourbières de Terrebonne sont les plus vastes milieux humides intérieurs de toute la région métropolitaine de Montréal. Elles sont situées à Terrebonne, dans la banlieue nord de la ville de Montréal, en bordure du rang de St-Roch. Elles contiennent une forêt comprenant des milieux feuillus et résineux très denses. Elles sont classées par le ministère des ressources naturel du Québec. S'y trouvent des lièvres, des chevreuils, des orignaux et des coyotes. Les chevreuils et toutes les autres espèces des tourbières apprécient l'absence de pollution sonore.
Situées entre l'autoroute 640 et une zone agricole sur l'axe nord-sud et entre deux parc industriels sur l'axe est-ouest, ces terres publiques appartenant au gouvernement fédéral ont la taille de 633 hectares, ou 8 km2.

## Description
Un peu plus de la moitié de cet espace naturel est occupé par des milieux humides de quatre types : des tourbières, des marécages, des marais et des étangs. Les tourbières dominent nettement, occupant plus des deux tiers de la superficie totale des milieux humides, elles sont suivies par les marécages qui occupent presque tout l'espace restant. Le reste des 633 hectares de terres publiques est occupé par des forêts diversifiées et des cours d'eau.
Les caractéristiques écologiques exceptionnelles de ces 633 hectares en font une mosaïque d'habitats sans égal pour la faune et la flore locale. Il faut comprendre que de nombreuses espèces animales dépendent à la fois des milieux humides et des terres boisées puisqu'ils passent certaines parties de leur vie dans les deux milieux.

## Questions environnementales
Les tourbières de Terrebonne jouent un important rôle au niveau régional en ce qui a trait à la qualité de l'eau et des habitats des rivières des Mille-Îles et Mascouche. Il est important de savoir que de nombreux ruisseaux prennent leur source directement dans ces milieux qui se divisent en deux bassins versants. L'eau traitée par les tourbières de Terrebonne est donc redistribuée vers les deux rivières. Ainsi, ces milieux humides influencent la qualité et la quantité des apports d'eau vers les rivières qui sont essentielles aux populations ainsi qu'aux habitats fauniques et floristiques qui s'y trouvent.
Le Ministère du Développement durable, de l'Environnement et des Parcs du Québec (MDDEP) reconnaît ces milieux humides comme étant d'importance nationale et reconnaît également l'impact de ce milieu sur l'espèce la plus menacée de son territoire, le chevalier cuivré. Cette espèce de poisson est le seul vertébré endémique au Québec. Le chevalier cuivré a d'ailleurs été désigné comme en voie de disparition par le gouvernement du Canada. Les facteurs qui contribuent à son déclin sont l'augmentation des sédiments dans les rivières, la pollution et la construction de barrages. La population mondiale du chevalier cuivré est estimée à quelques centaines d'individus et les tourbières de Terrebonne contribuent concrètement au maintien de l'habitat de ce poisson.
Les tourbières de Terrebonne ne sont actuellement pas protégées par quelque désignation que ce soit. Des projets de développement industriel sont à l'étude dans le secteur. En juillet 2006, une grande entreprise de rénovation avait été frappée d'une amende de 300 000 $ pour avoir construit un centre de distribution sans autorisation sur des milieux humides appartenant à cet écosystème.